# A.C. Ponte San Pietro Isola S.S.D.
Associazione Calcio Ponte San Pietro Isola Società Sportiva Dilettantistica (thường được gọi là Pontisola) là một câu lạc bộ bóng đá Ý có trụ sở tại Ponte San Pietro và cũng đại diện cho các thị trấn Terno d'Isola và Chignolo d'Isola, Lombardy.

## Lịch sử
Pontisola được thành lập vào năm 1910 tại thị trấn Ponte San Pietro với tên là Socà Sportiva Vita Nota và đổi tên của nó thành Unione Sportiva Ponte San Pietro vào năm 1950. Đội bóng đã trải qua mùa giải 1947 trận48 tại Serie B.
Năm 2007, câu lạc bộ, sau khi sáp nhập với FC Isola (đại diện cho các thị trấn lân cận Terno d'Isola và Chignolo d'Isola), được đổi tên thành Unione Sportiva Ponte San Pietro Isola và sau đó trở thành đội bóng như hiện tại.

## Màu sắc và huy hiệu
Màu sắc của đội là xanh và trắng.

## Danh hiệu
- Coppa Italia Khu vực Lombrady:
  - Vô địch (1): 2006